# Silbervogel (Dent d'ours)
Pour les articles homonymes, voir Silbervogel.
Silbervogel est le sixième et dernier tome de la série de bande dessinée Dent d'ours produite par Yann (scénario) et Alain Henriet (dessin). L'album est prépublié dans Spirou et sort aux éditions Dupuis le 28 septembre 2018. L'action se déroule en Pologne en mai 1945, dans les derniers jours de la Seconde Guerre mondiale en Europe.